# José D. Marmanillo
José D. Marmanillo fue un político peruano. 
Fue elegido senador por el departamento del Cusco entre 1901 hasta 1904 durante el mandato del presidente Eduardo López de Romaña en la República Aristocrática.